# إيدومينيو (أوبرا)

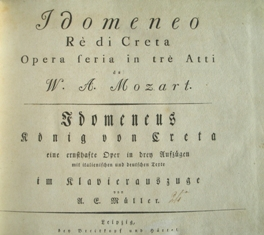
كتيب كلمات الأوبرا

إدومينيو أو إدومينيو ملك مملكة كريتا أو إيدمونتس وإيليا (Idomeneo, re di Creta ossia Ilia e Idamante) هي مسرحية أوبرالية مكونة من ثلاثة فصول مقتبسة من ميثولوجيا إغريقية إدومينيوس، من تلحين الموسيقار فولفغانغ أماديوس موزارت وفق كتيب كلمات الأوبرا الإيطالي جيامباتيستا فاريسكو.
تم عرض المسرحية أول مرة في مسرح كوفيليي في ميونيخ بتاريخ 29 يناير 1781. حيث تم تقديم ثلاثة عروض في الأيام التالية.